# Campofelice di Fitalia
Campofelice di Fitalia (Campafilisci in siciliano) è un comune italiano di 426 abitanti della città metropolitana di Palermo in Sicilia.

## Origini del nome
La denominazione Campofelice, secondo la tradizione popolare, fu data in omaggio alla moglie del Principe che si chiamava Maria Felice, ma, invero, il toponimo composto da "campo" e "felice" indica la fertilità dei terreni e in questo senso assume lo stesso significato del termine greco fitalia, che indica una terra fruttifera. Il principe fondatore, al fine di favorire la formazione della nuova popolazione e legarla in modo stabile al territorio, concesse in enfiteusi ai nuovi arrivati la casa d'abitazione e un appezzamento di terreno. La presa in possesso delle prime abitazioni avvenne all'inizio del 1814 e da quel momento il villaggio cominciò ad esistere. La popolazione, per molto tempo, fu in continua crescita con un notevole sviluppo demografico, tanto che al censimento del 1861 si contavano 1 017 abitanti.

## Storia

### Le origini
Campofelice di Fitalia, paese del grano, comune di nuova fondazione, sorge nel territorio dell'ex Stato feudale di Fitalia che fu costituito feudo nel 1101. Difatti, quando i Normanni sconfissero gli Arabi il casale di Fitalia con tutto il suo territorio venne concesso da re Ruggero II a Goffredo di Palermo per remunerarlo dei servigi ricevuti. Da questo il feudo di Fitalia venne ereditato dal nipote, Matteo Calvello al quale l'imperatore Federico II, nel 1229, confermò il privilegio. Secondo alcuni storici, il casale di Fitalia si spopolò nel periodo che va dal 1320 al 1327, per ripopolarsi nel Cinquecento e proprio agli albori del XVI secolo si suppone sia stata costruita la chiesa dedicata a san Nicola.

### Epoca medievale
Il territorio di Fitalia passò definitivamente alla famiglia Settimo nel 1482, quando donna Laura, ultima erede della famiglia Calvello, portò in dote il feudo al marito Giovanni Antonio Settimo, barone di Giarratana, che s'investiva del titolo della Signoria di Fitalia. Nel 1590 il feudo andò in eredità a Michele Settimo Calvello e Naselli il quale per lo sviluppo del territorio, avanzò al viceré l'istanza per ottenere la licentia populandi per la fondazione di un nuovo centro abitato che gli fu concessa nel 1594, ma il progetto fu interrotto per la morte prematura di don Michele avvenuta l'anno successivo. Per lo sfruttamento agricolo del territorio, la cui cultura principale era quella dei cereali, continuò ad essere concesso in gabella. Lo Stato di Fitalia, intanto, si trasformò in principato allorquando Trajano Settimo Calvello e Averna acquisì il titolo di Principe di Fitalia. Dovevano ancora trascorrere alcuni decenni per il definitivo ripopolamento del territorio.

### Epoca moderna
La fondazione di Campofelice di Fitalia si realizza soltanto agli albori del XIX secolo, quando il principe di Fitalia don Girolamo Settimo Calvello e Naselli in data 1º settembre 1810 ebbe riconfermata da Ferdinando IV di Borbone l'antica licentia populandi concessa nel 1594 al suo antenato. Il Principe di Fitalia, il 28 luglio 1811, con atto notarile, assegnava ai mastri muratori i lavori per la fondazione del nuovo centro abitato che furono subito avviati. La fondazione del nuovo centro abitato, però, cosa tutt'altro che secondaria, coincise negli anni di transizione dal sistema feudale alla libera proprietà, cosicché, dopo l'avvio dei lavori di costruzione, nel 1812, venne approvata la legge che sanciva la fine della feudalità. Questi eventi, paradossalmente, pesarono sfavorevolmente sul futuro del nuovo paese.
Piccoli centri abitati, infatti, alla fine della feudalità, assunsero la figura di comuni in quanto sorti in tempi precedenti. Per Campofelice, invece, le cose andarono in maniera diversa. Popolatosi appena dopo la fine della feudalità (i primi coloni si insediarono ad inizio 1814), al signore di Fitalia vennero a mancare i poteri feudali, e al paese, di conseguenza, non fu riconosciuta l'entità comunale. Caso forse unico, la nuova popolazione rimase un'entità indefinita, amministrata dal principe fondatore fino al 1843 e dal figlio Pietro fino al 1846 per poi, addirittura, autoamministrarsi senza alcun riconoscimento giuridico, anche se nel 1848 venne istituita la carica di "Eletto di Fitalia" e l'ufficio dello Stato Civile. Questa situazione perdurò fino al 1851, quando il governo borbonico decise di affidare provvisoriamente l'amministrazione di Campofelice al comune di Mezzojuso: ordine che l'amministrazione del comune accettò con riluttanza tanto che, dopo l'unità d'Italia, nel 1861, il Consiglio comunale con due successive deliberazioni tentò di svincolarsi dalla responsabilità amministrativa sulla borgata.
Da qui le ragioni della travagliata vicenda di Campofelice di Fitalia che seppur fondato con l'antica licentia populandi non godette dei privilegi comunali e, non avendo, poi, una popolazione minima di 3 000 abitanti (come previsto dalla legge), dovette lottare per avere riconosciuta l'autonomia comunale.
Lo sviluppo era condizionato dalla vocazione del territorio alla cerealicoltura che costituisce ancor oggi la principale attività agricola dei campofelicesi. Nella seconda metà dell'Ottocento nel paese si delineò una specifica cultura popolare dovuta all'integrazione e alla mescolanza di linguaggio, usi, costumi e devozioni provenienti dai vari paesi di origine dei primi abitanti generando un originale patrimonio culturale.
Di grande importanza è stato il fenomeno migratorio verso il continente americano. Le prime partenze, dirette verso New Orleans si annotano nel 1883. Nel 1892, quando le migrazioni incrementano, si formarono rilevanti colonie a Kansan City, Philadelphia, New York City, Chicago e Dallas. 
Un'altra ondata si registra dopo la Seconda Guerra Mondiale, fino agli anni Settanta del XX secolo.
Nel 1976 venne fondato il "Club Campofelice di Fitalia" di New York, inaugurato dal sindaco Carmelo Insegna.

### Elevazione a comune
Anche per gli aspetti politico-sociali il paese mostrava la propria identità. L'autonomia comunale sembrò cosa fatta nel 1922 quando fu discussa in Parlamento ma la discussione fu rinviata e non se ne fece più nulla durante il ventennio fascista.
Al termine della seconda guerra mondiale, l'antica aspirazione dei campofelicesi si impose nuovamente nella vita politica del paese (circa 1 700 abitanti) che fu incentrata a sostenere la causa della libertà amministrativa e le battaglie per raggiungere l'autonomia comunale furono molto aspre. Per questo motivo grande e commovente fu la gioia dei campofelicesi quando, finalmente, il 1º febbraio 1951, venne approvata la legge Regionale che elevò Campofelice di Fitalia a comune autonomo.

### Simboli
Lo stemma e il gonfalone sono stati concessi con decreto del presidente della Repubblica del 2 marzo 1984.
Il gonfalone è un drappo di giallo.

## Società

### Evoluzione demografica
Abitanti censiti

## Amministrazione
Di seguito è presentata una tabella relativa alle amministrazioni che si sono succedute in questo comune.
| Periodo           | Periodo           | Primo cittadino    | Partito              | Carica  | Note  |
| ----------------- | ----------------- | ------------------ | -------------------- | ------- | ----- |
| 4 giugno 1985     | 29 settembre 1990 | Lucio Insinga      | Democrazia Cristiana | Sindaco | [ 6 ] |
| 29 settembre 1990 | 7 giugno 1993     | Giuseppe Valenti   | lista civica         | Sindaco | [ 6 ] |
| 9 dicembre 1993   | 1º dicembre 1997  | Domenico Canzoneri | -                    | Sindaco | [ 6 ] |
| 1º dicembre 1997  | 28 maggio 2002    | Rosolino Meli      | lista civica         | Sindaco | [ 6 ] |
| 28 maggio 2002    | 15 maggio 2007    | Rosolino Meli      | lista civica         | Sindaco | [ 6 ] |
| 15 maggio 2007    | 7 maggio 2012     | Maurizio Cutaia    | lista civica         | Sindaco | [ 6 ] |
| 7 maggio 2012     | 2017              | Giorgio Di Nuovo   | lista civica         | Sindaco | [ 6 ] |
| 2017              | in carica         | Pietro Aldegheri   | lista civica         | Sindaco | [ 6 ] |

### Altre informazioni amministrative
Il comune di Campofelice di Fitalia fa parte delle seguenti organizzazioni sovracomunali:
- Unione di comuni "Pizzo Marabito".